# Vauban (Marseille)
Pour les articles homonymes, voir Vauban (homonymie).
Vauban est un quartier du 6e arrondissement de Marseille autour du boulevard Vauban.
Le quartier est situé autour de la paroisse Saint-François d'Assise, qui fait face à la Maison du Peuple, dans le haut du boulevard Vauban.
Sur la place Valère Bernard, une mairie de quartier permet d'effectuer les démarches d'état civil. 
Vauban renforça Marseille avec des fortifications ; en effet Marseille est une cité rebelle du fait de son origine phocéenne et de son positionnement sur la Méditerranée qui en font un haut lieu de commerce et une porte facile pour envahir la France.  